# Косулинська сільська рада
Косу́линська сільська рада (рос. Косулинский сельский совет) — сільське поселення у складі Куртамиського району Курганської області Росії.
Адміністративний центр — село Косулино.
Населення сільського поселення становить 622 особи (2017; 734 у 2010, 938 у 2002).

## Склад
До складу сільського поселення входять:
| Населений пункт       | Населення, осіб (2002) | Населення, осіб (2010) |
| --------------------- | ---------------------- | ---------------------- |
| Косулино, село        | 801                    | 658                    |
| Кузьминовка, присілок | 137                    | 49                     |